# Pável Derevianko
Pável Yúrievich Derevianko (en ruso: Па́вел Ю́рьевич Деревя́нко; Taganrog, Unión Soviética, 2 de julio de 1976) es un actor de teatro y televisión ruso.

## Biografía
Nació el 2 de julio de 1976 en Taganrog. Sus padres, Yuri Pávlovich y Tatiana Vasílievna Derevianko, trabajaron en una fábrica de Taganrog durante toda su vida. Posteriormente, Pável se mudó a Moscú, donde estudió en el Instituto Ruso de Arte Teatral (GITIS) entre 1996 y 2000. Durante este tiempo, pasó tres días en prisión por adquisición, almacenamiento y transporte ilegal de estupefacientes.
Durante su segundo año en el GITIS, participó en la obra de teatro Overstocked Barrel. En 2001, aceptó participar en la película Dos choferes conducían, la cual lo hizo famoso. ha participado en otras producciones como Nueve vidas de Nestor Majno, Brestskaya krepost, Rzhevsky contra Napoleón, El lado obscuro de la luna, Arresto domiciliario y Sin principios.
En 2010, conoció a Daria Myasishcheva, con quien tuvo dos hijas. La pareja se separó en diciembre de 2020.

## Filmografía destacada
- 2001: Dos choferes conducían – Kolia
- 2003: Babusya – Amigo de Viti
- 2006: Nueve vidas de Nestor Makhno – Nestor Majno
- 2007: Leningrado – Terejin
- 2008: Los hermanos Karamazov – Pável Smerdiakov
- 2008: Hitler Goes Kaput! – Olaf Shurenberg / Shura Osechkin
- 2009: ¡En el mar! – Pasha
- 2010: Love in the Big City – Guardia del edificio deportivo
- 2010: Brestskaya krepost – Andréi Mitrofanovich Kizhevatov
- 2012: Rzhevsky contra Napoleón – Teniente Rzhevski
- 2012: El lado obscuro de la luna – Mijaíl Solovev
- 2015: Catalina la Grande – Pedro III de Rusia
- 2017: Saliut 7 (película) –  Víktor Aliojin
- 2018: Arresto domiciliario – Arkadi Borisovich Anikeev
- 2020: Sin principios – Slavik (narrador)